# تيت تامجوط (تباروشت)
تيت تامجوط هو دُوَّار يقع بجماعة تبروشت، إقليم أزيلال، جهة بني ملال خنيفرة في المملكة المغربية. ينتمي الدوّار لمشيخة تباروشت التي تضم 6 دواوير. يقدر عدد سكانه بـ 791 نسمة حسب الإحصاء الرسمي للسكان والسكنى لسنة 2004.

## روابط خارجية
- البوابة الوطنية للجماعات الترابية نسخة محفوظة 12 مارس 2018 على موقع واي باك مشين.
- المندوبية السامية للتخطيط